# Torre de El Cairo
La Torre de El Cairo (árabe: برج القاهرة, Burj Al-Qāhira) es una torre de telecomunicaciones edificada en la ciudad de El Cairo (Egipto). Fue construida en el moderno distrito de Zamalek, junto al río Nilo.

## Características
Con más de 180 m, la Torre de El Cairo es 43 m más alta que la Gran Pirámide de Guiza, por lo que es la estructura más alta de El Cairo. Asimismo es la estructura más alta del norte de África. Hasta 1971 fue la estructura más alta de África hasta que fue superada por la Torre de Hillbrow en Sudáfrica. Es también uno de los principales puntos turísticos de El Cairo. Fue construida entre los años 1954 y 1961, y está construida de granito, el mismo material usado en el Antiguo Egipto.
La torre fue diseñada por el arquitecto egipcio Naoum Chebib. Su diseño de celosía entreabierta pretende evocar la planta de loto, un importante símbolo del Antiguo Egipto. La torre está coronada por una plataforma de observación circular y un restaurante giratorio con vistas al Gran Cairo. Una vuelta dura aproximadamente setenta minutos.

## Historia
En la década de 1960, el presidente egipcio Gamal Abdel Nasser anunció que los fondos para la construcción de la torre se originó con la colaboración del Gobierno de los Estados Unidos, que había proporcionado 6.000.000 dólares a él como un regalo personal con la intención de ganarse su favor. Ofendido por el intento de sobornarlo, Nasser decidió públicamente reprender al Gobierno de los Estados Unidos, mediante la transferencia de la totalidad de los fondos para el Gobierno egipcio para su uso en la construcción de la torre.
La Torre de El Cairo sería finalmente inaugurada el 11 de abril de 1961. Entre noviembre de 2004 y el 17 de mayo de 2009, la Torre de El Cairo se sometió a un proceso de restauración con un costo de 35 millones de libras egipcias, terminando a tiempo para su quincuagésimo aniversario en abril de 2011.